# Kalliosaari (ö i Lappland, Rovaniemi, lat 65,86, long 26,72)
Kalliosaari är en ö i Finland. Den ligger i sjön Luiminkajärvi och i kommunen Ranua i den ekonomiska regionen  Rovaniemi ekonomiska region  och landskapet Lappland, i den norra delen av landet, 600 km norr om huvudstaden Helsingfors. Öns area är 0,9 hektar och dess största längd är 190 meter i sydöst-nordvästlig riktning.